# Francisco Pérez de Burgos
Francisco Pérez de Burgos (Jerez de la Frontera de Sevilla, Corona de España, 1558-Buenos Aires, gobernación de Nueva Andalucía del Río de la Plata, 1617) era un militar español que llegó al rango de capitán y fue uno de los primeros vecinos pobladores de la ciudad de Buenos Aires del Virreinato del Perú. En el Cabildo de Buenos Aires fue escribano, regidor y fiel ejecutor, además fue alcalde ordinario de Buenos Aires de 1593 a 1596 y en este último año fue nombrado como tal en la ciudad de Corrientes desde 1596 a 1599.

## Biografía
Francisco Pérez de Burgos nació en 1558 en la “colación de San Lucas”, Jerez de la Frontera, Cádiz, España, hijo legítimo de Diego Pérez de Burgos y de Beatriz Martínez de Tremal.
El 11 de febrero de 1581 el rey Felipe II, en provisión firmada en la villa portuguesa de Elvas le dio permiso para viajar a las Indias con el cargo de escribano real, lo cual ejerció hasta el año 1606. En 1581 zarpó a América, instalándose en Asunción del Paraguay. En 1583 se trasladó a la recientemente refundada ciudad de Buenos Aires, donde se casó con Juana de Aguilar y Salvatierra, hija de Leonor de Zamora y su primer esposo, Andrés Gil, naturales de Ronda.
El 2 de julio de 1588, Francisco Pérez de Burgos, que vivía en la ciudad desde hacía ya 5 años, recibió una merced de tierra de 500 varas de frente en el camino hacia el “Monte Grande” (San Isidro) en la zona del actual barrio de Recoleta de la ciudad de Buenos Aires, otorgada por el adelantado Juan de Torres de Vera y Aragón. Sin embargo, Francisco jamás llegó a poblar ni poseer estas tierras de forma efectiva.
En febrero de 1589 presentó al ayuntamiento de Buenos Aires la provisión del Rey que le concedía el cargo de escribano, sucediendo a Antón García Caro como notario público y del cabildo.
En el acta del cabildo del 16 de febrero de 1589 consta que, a las nueve de la noche anterior, Francisco Pérez de Burgos se encontró con varios cabildantes para que pusieran “orden y remedio en los alborotos” ocasionados por el fray Francisco Romano. El fraile ya había sido expulsado de Asunción y Santa Fe por ser agresivo. En Paraguay, su superior debió pedirle que se fuera cuando salió a la calle con un arcabuz. En Buenos Aires, con el cargo de guardián del convento de San Francisco, el fraile Romano había “hecho y dicho deshonor a los vecinos de la ciudad y a las mujeres casadas”, y “por un desacato corrió con un palo al teniente Pedro Verdún por la plaza mayor”. Todos los regidores, a excepción de uno, estuvieron de acuerdo en expulsar al fraile de la ciudad. El único regidor que se opuso a esta decisión fue Juan de Castro, pues pensaba que no era conveniente que el pueblo se quedase sin religioso. Después de un tiempo, el cura se trasladó al Tucumán.
Francisco Pérez de Burgos perteneció al segundo contingente de pobladores que se establecieron en la ciudad de Buenos Aires y a principios de 1593, de 1594 y de 1595 fue elegido alcalde de primer voto de la misma. También vivió en las provincias de Tucumán, Santa Fe y Corrientes. En 1596, Pérez de Burgos fue elegido por el gobernador Juan Ramírez de Velasco para ejercer el cargo de alcalde y justicia mayor de Corrientes. En este tiempo estuvo con Hernando Arias de Saavedra con quien participó en excursiones contra los indígenas que se rebelaban en esa región.
En 1603 regresó a Buenos Aires, donde alquiló una casa a la Cofradía del Santísimo Sacramento frente al monasterio de los dominicos. En 1605 se asentó en su propia casa, en un terreno que había pertenecido a Rodrigo de Ibarrola (en la esquina de las actuales calles Florida y Rivadavia).
El 23 de octubre de 1604 recibió mercedes de tierras del gobernador Hernandarias, de una legua de frente por dos de fondo en el sitio conocido por entonces como “Val Florido” con frente al río Paraná de las Palmas, entre la Cañada de la Cruz y el río Areco. Estas tierras lindaban con las del capitán Pedro de la Póveda y Valdez hacia el sureste y con las de su yerno Francisco de Manzanares río arriba. En esta casa solar, Pérez de Burgos se ocupó mayormente de la ganadería. En 1609 recibió su inscripción como accionero de vacaje cimarrón, y fue autorizado por el cabildo a sacrificar 20 reses. En 1615 recibió licencia para cargar y exportar cueros, carnes saladas, sebo y otros frutos, ya que fue calificado como “segundo poblador” de la ciudad de Buenos Aires.
Para estos años, Pérez de Burgos era dueño de muchas otras propiedades. Una estancia frente al Riachuelo de los Navíos (actual Riachuelo), donde había un pasaje de una orilla a otra, el cual era conocido por mucho tiempo como “Paso de Burgos”. En ese lugar se halla en la actualidad el Puente Alsina. Tenía también una chacra de 700 varas sobre el río Las Conchas (río Reconquista), otra de 350 varas en el Monte Grande (San Isidro) que en 1604 vendió a Sebastián Delgado y otras tres suertes de estancia de 400 varas que poseyó, también, en el “Monte Grande”. En estas tierras se dedicaba sobre todo a la agricultura, y apareció en 1611 en una lista de vecinos agricultores que debían guardar determinada cantidad de harina para abastecer la ciudad. Allí se le asigna una cuota de treinta fanegas.
En 1604 fue anotado en la clásica lista de "Vecinos y soldados que quedan en la ciudad", mientras que Hernandarias emprendió su expedición a los Césares.  En ese momento declaró tener cuatro caballos, cuera (rebenque), celada, escopeta, una libra de pólvora y una madre mecha.
Entre 1604 y 1606 se desempeñó como escribano del cabildo. De esta manera fue Pérez de Burgos quien, el 7 de marzo de 1605 firmó la autorización para que el médico cirujano Manuel Álvarez prestase sus servicios en la ciudad. El médico se había presentado ante el cabildo diciendo que “queria servir de Medico y Surujano en esta ciudad a toda ella a los vezinos y moradores y yndios y esclavos dellos en todas sus enfermedades que tubiesen de qualquier jenero que fuesen y sangrarlos y ventosearlos pagándole el estipendio que buenamente fuesen para su sustento…” Fue así como se decidió pagarle al cirujano 400 pesos por año en harinas y demás frutos de la tierra.
Asimismo, el primero de agosto de 1605 recibió la petición del maestro de escuela Francisco de Vitoria, quien se había acercado al cabildo para ofrecer sus servicios en la enseñanza de niños. Se dispuso así el salario que le correspondería a Vitoria, que sería de “un peso por cada mes a los que enseñare a leer, y a los que enseñare a escrevir y contar dos pesos”
Igualmente, el 27 de febrero de 1606 Pérez de Burgos firmó el acta del cabildo donde se decidió “que se pregonen las carneserias y abastos de carne, que qvalquiera persona quisyere obligarse y…” Entre otras actas que Francisco suscribió en el año de 1606 se encuentran: la introducción de 300 esclavos africanos para trabajar en la ciudad; y el permiso a dos herreros y dos tejeros que vendrían de la costa del Brasil con sus familias. 
El 27 de noviembre de 1606 Francisco Pérez de Burgos fue reemplazado como escribano del cabildo por Manuel Martín. A partir de ese momento comenzó a ejercer su profesión en forma particular. Fue así que, casi todas las escrituras otorgadas por los vecinos, testamentos, compra-ventas de inmuebles y esclavos, hipotecas, capellanías y toda clase de contratos fueron firmados por él.
En 1607, Francisco Pérez de Burgos aportó cuatro pesos en la colecta realizada por el cabildo para retener en la ciudad al barbero Jerónimo Miranda, quien había resuelto irse porque no recibía el salario necesario para mantenerse.
El 28 de abril de 1607 tuvo un conflicto con el capitán Antón Higueras de Santana, pues las vacas de Francisco cruzaban hacia la chacra de aquel y hacían gran daño a las cosechas: “…se mande echar el ganado vacuno que tiene Francisco Perez de Burgos en su chacara atento el gran daño que le hazen, y estar las dichas chacaras señaladas para solo labranza y no para estancia de ganado…”
El 23 de marzo de 1609 Francisco se presentó ante el cabildo pidiendo licencias para hacer matanza de ganado cimarrón. Un mes más tarde el cabildo reglamentó estas licencias, y se dispuso que los vecinos interesados podrían efectuar las matanzas entre los meses de enero y junio “…y no las puedan haçer en ningun otro tienpo, so pena de ser perdidos la carne, sevos y cueros…” De este modo, los cabildantes expusieron la lista de vecinos autorizados, entre los cuales se encontraba Pérez de Burgos, el cual recibió la matrícula de matar 20 reses. Su hijo Bartolomé de Burgos, de 32 años, también obtuvo la licencia de matar 22 reses, como lo indica una nota al margen del año 1632 en el libro original del cabildo.   
También durante el mismo año, en relación con el juicio de residencia a Hernandarias, Pérez de Burgos fue multado por el gobernador Marín Negrón en doscientos pesos ya que “el libro del Cabildo no está encuadernado y sus cuadernos andas sueltos y sin asentar los nombres de los capitulares en los cabildos”, dejando además “muchas escrituras y actas sin firmar”.
El 24 de mayo de 1611 el cabildo entregó una lista de aquellos vecinos que debían guardar trigo y harina. En dicha lista se hallaba Francisco Pérez de Burgos, quien estaba obligado a guardar 30 fanegas de trigo y harina.
A los 56 años, en 1614 obtuvo el cargo de regidor en el cabildo, junto con sus pares Víctor Casco de Mendoza, Francisco Romero, Francisco Muñoz, Hernán Suárez de Maldonado, Bartolomé López, Diego de Trigueros y Felipe Navarro; presididos por el Justicia Mayor Mateo Leal de Ayala, y los alcaldes Juan de Vergara y Sebastián de Orduña (también este como alférez real); el tesorero era Simón de Valdez, el contador Tomás Ferrufino, el depositario Bernardo de León y el procurador general Francisco de Manzanarez; siendo redactores autorizantes de los acuerdos los escribanos Gaspar de Acevedo, Rodrigo Núñez de León y Gerónimo de Medrano. En 1616 Pérez de Burgos fue elegido nuevamente regidor junto entre otros con Sebastián de Orduña, Domingo Griveo, Hernán Suárez de Maldonado y Julián Pavón; presididos por el gobernador Hernandarias.
El 19 de septiembre de 1616, a los 58 años, realizó su testamento. En él dijo ser natural de Jerez de la Frontera, hijo legítimo de Diego Pérez de Burgos y de Beatriz Martínez de Tremal, declaró haber sido casado con Juana de Aguilar, difunta, con la que tuvo dos varones y tres mujeres.
El 21 de julio de 1617 falleció Francisco Pérez de Burgos en la ciudad de Buenos Aires, y sus restos fueron enterrados en el templo viejo de Santo Domingo.

## Matrimonio y descendencia
El escribano real Francisco Pérez de Burgos se casó alrededor de 1589 en la ciudad de Buenos Aires con la hispano-andaluza Juana de Aguilar y Salvatierra (Ronda de Granada, Corona de España, 1569 - Buenos Aires, antes del 19 de noviembre de 1616), una hija de Andrés Gil de Salvatierra (Ronda, 1542 - isla San Gabriel de la Banda Oriental, Nueva Andalucía, 29 de diciembre de 1573) y de su esposa Leonor de Zamora y Aguilar (n. Ronda, 1542).
Fruto del enlace entre Francisco Pérez de Burgos y su esposa Juana de Aguilar y Salvatierra hubo por lo menos cinco hijos:
- Francisco de Aguilar y Burgos[7][25] que fue fray dominico[25] y recibió el cadáver de su padre.[10]
- Juan Bautista de Salvatierra y Burgos,[7][25] quien fue regidor y procurador de la ciudad en 1629,[10] que como herencia paterna recibió la chacra del pago del río de las Conchas[25] y un solar urbano que vendió a Marcos de Sequeira el 16 de junio de 1632.[25]
- Leonor de Aguilar y Burgos[25][26] (Santa Fe, 1592[7] - f. después del 20 de marzo de 1649)[27] quien se casó en 1605[25] con el cabildante español Francisco de Manzanares[25][26] (Membrilla,[25] ca. 1580 - Buenos Aires, después del 13 de enero de 1642),[25] teniente de gobernador interino de Buenos Aires de 1599 a 1601 y alcalde ordinario de segundo voto de Buenos Aires en 1613,[28] y de este matrimonio nacieron cinco hijos, siendo la primogénita Juana de Manzanares (n. 1607)[29] que se enlazó con el general Sebastián de Orduña Mondragón,[30] alcalde de segundo voto de Buenos Aires en 1614 y en 1619, y la cuarta hija era Gregoria de Aguilar y Manzanares[26][31] (Buenos Aires, 1623[7] - ib., después del 10 de noviembre de 1692)[31] que se unió en matrimonio con el hidalgo Matías Machado de Melo[7][26][31] (n. Buenos Aires, 1627) —que fuera un nieto materno de los fidalgos portugueses Inés Nunes Cabral de Melo y de su marido Gil González de Moura—  y concibieron a Juan Francisco Machado y Manzanares (n. ib., 1657) casado con María Maciel Pacheco y Colares Escobar (n. ib., 1673) —una tataranieta de Margarita de Escobar y Toledo y trastataranieta del hidalgo Alonso de Escobar, vecino fundador de la segunda Buenos Aires y primer regidor de su cabildo de 1580 a 1584, y de su primera esposa Inés Suárez de Toledo y Saavedra— y a su vez serían los abuelos de María Mercedes Fernández Machado de Melo y Manzanares Maciel[32][33] (n. Buenos Aires, 27 de octubre de 1733) que al enlazarse en 1757 con el procurador cántabro-español Francisco de Villegas Quevedo[32][33] (n. Cóbreces, 24 de marzo de 1730) fueron padres de los doctores patriotas argentinos Hipólito Francisco y Miguel Mariano de Villegas.

- Ana Pérez de Burgos y Aguilar[7][31][34] (Santa Fe,[31][34] ca. 1604 - Buenos Aires, después del 27 de diciembre de 1671)[35] que se enlazó en Buenos Aires[31][34] hacia 1634[31] con el capitán Diego Serrano de Araya[7][10][34][35] (Santiago de Chile,[34][35] ca. 1600 - Buenos Aires, 16 de octubre de 1683),[35] alcalde de hermandad[34][35] de Buenos Aires, siendo hijo del capitán español Diego Serrano[34][35] (n. Toledo,[35] ca. 1570) y de su cónyuge hispano-criolla Francisca de Araya[34][35] (n. Santiago de Chile,[35] ca. 1580). Este matrimonio procreó los siguientes hijos:

- Felipe Serrano quien fue clérigo desde 1652.
- Luisa de Araya (n. Buenos Aires, 1635), casada en Buenos Aires con Gregorio Gómez de Araujo (n. San Cristóbal de La Laguna de Tenerife, islas Canarias, ca. 1625) pero no tuvieron descendencia.

- Catalina de Salvatierra y Aguilar[7][24][36] (n. ca. 1608 - f. después del 19 de febrero de 1664)[36] que se unió dos veces en matrimonio:

1) - En primeras nupcias con Francisco de Vargas Machuca (n. La Rioja, gobernación del Tucumán, ca. 1600) y con quien tuvo una hija:
- Juana de Aguilar y Vargas Machuca (n. ca. 1628) que se unió en matrimonio hacia 1657 con Antonio Pereira de la Cerda (n. ca. 1620) para concebir a Lucía de Aguilar y Salvatierra (n. ca. 1658) que se enlazaría el 25 de septiembre de 1678 con el hispano-navarro Gabriel de Aldunate y Rada (n. Barásoain, ca. 1648), procurador general del Cabildo de Buenos Aires desde el 31 de octubre de 1692, y corregidor de Andahuaylas del virreinato peruano en el año 1700, siendo ambos los padres de Bartolomé de Aldunate, gobernador futurible del Paraguay y de Venezuela pero que finalmente fuera gobernador de la provincia de Trinidad desde 1731 hasta 1732.

2) - En segundas nupcias a finales de 1641 con el alférez portugués Juan Rodríguez de Estela (n. Lisboa, ca. 1620), con quien tuvo cuatro hijos: Juan Francisco, Duarte, Eduardo y Catalina.
Francisco Pérez de Burgos tuvo además antes de casarse un hijo natural:
- Bartolomé Pérez de Burgos[6][19] quien se casó con Mariana de Encinas (n. 1604),[6] hija de Pedro Díaz[6] y Catalina de Encinas Salazar.[6] Bartolomé y Mariana tuvieron los siguientes hijos:

- María de Burgos que se unió en matrimonio con Luis de la Póveda y Valdés, un hijo del capitán Pedro de la Póveda,  escribano real, y de Lucía de Guzmán. María y Luis fueron padres de Gerónimo, Juana María, María Lucía y Sebastián de la Póveda.
- Antonia Burgos que se enlazó con Francisco Caraballo de Santana.
- Bartolomé Burgos quien se casó con María Ignacia Ramírez.
- Mariana Burgos Encinas.
- Juan Pablo de Burgos, que se matrimonió con Gregoria Casco de Mendoza.
- Juana Burgos.